# Волкова, Акулина Сафроновна
Акулина Сафроновна Волкова (21 июня 1908—30 июля 1989) — передовик советского сельского хозяйства, звеньевая семеноводческого совхоза «Кубань» Министерства совхозов СССР, Гулькевичский район Краснодарского края, Герой Социалистического Труда (1948).

## Биография
Родилась в 1908 году на территории современной Николаевской области. Русская.
После освобождения Краснодарского края от оккупации осенью 1943 года переехала из хутора Новоукраинского Крымского района, где работала в местном колхозе, поступила работать во 2-е отделение совхоза «Кубань» Гулькевичского района.
После окончания войны возглавила звено по выращиванию зерновых и свёклы. В 1947 году звено получило урожай пшеницы 31,4 центнера с гектара на площади 8 гектаров.
Указом Президиума Верховного Совета СССР от 6 апреля 1948 года за выдающиеся производственные достижения и получение высокого урожая Акулине Сафроновне Волковой было присвоено звание Героя Социалистического Труда с вручением ордена Ленина и медали «Серп и Молот».
Умерла 30 июля 1989 года.

## Награды
- золотая звезда «Серп и Молот» (06.04.1948)
- орден Ленина (06.04.1948)
- другие медали.